# Faustina Pignatelli
Pour les articles homonymes, voir Famille Pignatelli.
Faustina Pignatelli Carafa, princesse de Colubrano (née le 9 décembre 1705 à Naples, morte le 30 décembre 1769 dans la même ville) est une mathématicienne et physicienne italienne. Elle est la deuxième femme élue à l'Académie des sciences de Bologne, dont elle devient membre honoraire le 20 novembre 1732. Elle a publié les Problemata Mathematica en 1734.

## Biographie
Après son mariage avec le poète Francesco Domenico Carafa en 1724, elle reçoit la principauté de Colubrano en dot de son père. Aux côtés de son frère Pietro, elle est éduquée par Nicola De Martino et joue un rôle déterminant dans l’introduction des théories d’Isaac Newton à Naples. Elle participe de manière importante au débat scientifique en Italie et correspond avec l'Académie française des sciences. Francesco Maria Zanotti la mentionne comme une mathématicienne douée à l'Académie des sciences de Bologne en 1745.
Elle était Dame de l'Ordre de la Croix étoilée à partir du 3 mai 1732.

## Crédit d'auteurs
- (en) Cet article est partiellement ou en totalité issu de l’article de Wikipédia en anglais intitulé « Faustina Pignatelli » (voir la liste des auteurs).